# Agnès Ducharne
Agnès Ducharne est une climatologue et hydrologue française. Elle est spécialiste de la modélisation de l’hydrologie des surfaces continentales et des interactions climat-végétation-sol. Elle est préoccupée par les questions écologiques et l'urgence climatique.

## Biographie
En 1994, Agnès Ducharne est diplômée de l'École normale supérieure de Paris. En 1997, elle soutient sa thèse de doctorat sur la modélisation de l'hydrologie continentale et les interactions avec le climat à l'Université Pierre-et-Marie-Curie.
Elle est directrice de recherche au CNRS au sein du laboratoire Metis (Milieux Environnementaux, Transferts et Interactions dans les hydrosystèmes et les Sols). Ses recherches portent portent sur le cycle de l'eau et ses relations avec le climat, l'écologie terrestre, et l'anthropisation. Elle étudie l’influence du changement climatique et celle des changements d’occupation des sols sur les ressources en eau, les sécheresses et inondations, l'évapotranspiration, la qualité de l’eau.  Ses études en sciences atmosphériques portent sur les précipitations et la température de l'air.
Elle participe à l'Atelier d'écologie politique francilien Écopolien. Elle est membre des Scientifiques en Rébellion.

## Publications
- (en) Soil moisture simulation : A report of the RICE and PILPS Workshop, IGPO Publication Series, No. 14, 1994, 179 p.
- Influence du changement climatique sur l'hydrologie du bassin de la Seine, Paris, Vertigo, décembre 2003 (lire en ligne)
- (en) Man and river systems: long-term interactions between societies and nature in regional scale watersheds, Paris, HESS, 2008
- Hydrogéologie du bassin de la Seine, Paris, Fascicule N°2 du programme PIREN-Seine, 2009 (ISBN 978-2-918251-01-9)
- Impact du changement climatique sur les ressources en eau, Paris, Fascicule N°13  du programme PIREN-Seine, 2011 (ISBN 978-2-918251-12-5)

## Distinction scientifique
- 2021: Grand prix scientifique franco-taïwanais de l'Académie des sciences[6]
- 2014: Membre correspondante de l'Académie d'Agriculture de France[7]
- 1999: Peer Award for Outstanding Post-Doc[8] du Laboratory for Hydrospheric Processes, NASA/GSFC
- 1994: Best Poster Award[8], NATO Advanced Study Institute on "The role of water and the hydrological cycle in global change".